# Панкратий (Кашперук)
Архиепископ Панкратий (в миру Пётр Иосифович Кашперук; 24 ноября 1890, местечко Шепетовка, Заславский уезд, Волынская губерния — 13 июля 1972, Ровно) — епископ Русской православной церкви, архиепископ Волынский и Ровенский.

## Биография
Родился 24 ноября 1890 года в местечке Шепетовка Заславского уезда (ныне Каменец-Подольская область, Украина).
В 1908 году окончил 2-х классное училище в Шепетовке.
В 1910 году поступил послушником в Почаево-Успенскую Лавру.
21 июня 1914 года пострижен в монашество наместником Лавры архимандритом Паисием с наречением имени Панкратий.
В 1918 году рукоположён во иеродиакона архиепископом Волынским и Житомирским Евлогием (Георгиевским).
В 1921 году рукоположён во иеромонаха архиепископом Кременецким Дионисием (Валединским).
В 1921 году поступил в Кременецкую духовную семинарию для изучения богословских наук (2-х годичный курс).
В 1924 году назначен членом Духовного Собора Почаевской Лавры.
С 1924 по 1939 год — законоучитель семиклассной школы в Почаеве.
В 1935 году возведён в сан архимандрита митрополитом Варшавским Дионисием (Валединским).
С 1942 по 1944 год — заведующий пастырскими курсами при Почаевской Лавре.
С 1943 по 1946 год — наместник Почаевской Лавры.
В 1945 году был участником Поместного Собора Русской Православной Церкви.
6 апреля 1946 года указом Патриарха Московского Алексия определён епископом Каменец-Подольской епархии.
28 апреля 1946 года хиротонисан во епископа Каменец-Подольского и Проскуровского. Чин хиротонии совершали: Экзарх всея Украины, митрополит Иоанн (Соколов), епископ Мукачевский Нестор (Сидорук) и епископ Черниговский Борис (Вик).
С 3 июня 1948 года — епископ Волынский и Ровенский.
15 ноября 1952 года назначен епископом Львовской и Тернопольской епархии, с возведением в сан архиепископа.
С 23 июля 1956 года — архиепископ Волынский и Ровенский.
С 19 июля 1962 года уволен на покой. Проживал в городе Ровно.
16 ноября 1962 года был назначен архиепископом Черниговским и Нежинским, временно управляющим Сумской епархией, но 20 ноября того же года назначение было отменено ввиду болезни.
Скончался в 5 часов утра 13 июля 1972 года в Ровно. Похоронен на братском кладбище Почаевской Лавры.